# Sempu (Ngebel)
Sempu is een bestuurslaag in het regentschap Ponorogo van de provincie Oost-Java, Indonesië. Sempu telt 1447 inwoners (volkstelling 2010).